# Metal Gear Solid V: The Phantom Pain
Metal Gear Solid V: The Phantom Pain (japanska: メタルギアソリッドV ファントムペイン Hepburn: Metaru Gia Soriddo Faibu Fantomu Pein?) är ett datorspel i spelserien Metal Gear utvecklat av Kojima Productions till Windows, Playstation 3, Playstation 4, Xbox 360 och Xbox One som släpptes internationellt den 1 september 2015.
Spelet fortsätter nio år efter slutet på föregångaren Ground Zeroes.

## Röster
| Roll                                    | Japansk röst     | Engelsk röst         |
| --------------------------------------- | ---------------- | -------------------- |
| Big Boss (Punished Snake / Venom Snake) | Akio Ōtsuka      | Kiefer Sutherland    |
| Revolver Ocelot                         | Satoshi Mikami   | Troy Baker           |
| Benedict "Kazuhira" Miller              | Tomokazu Sugita  | Robin Atkin Downes   |
| Code Talker                             | Osamu Saka       | Jay Tavare           |
| Skull Face                              | Takaya Hashi     | James Horan          |
| Dr. Huey Emmerich                       | Hideyuki Tanaka  | Christopher Randolph |
| Quiet                                   | Stefanie Joosten | Stefanie Joosten     |
| Eli                                     | Yūtarō Honjō     | Piers Stubbs         |
| Paz Ortega Andrade                      | Nana Mizuki      | Tara Strong          |
| Chico Libre                             | Kikuko Inoue     | Antony Del Rio       |
| Vladimir Zadornov                       | Hōchū Ōtsuka     | Steve Blum           |
| Zero / Cipher                           | Banjō Ginga      | Time Winters         |
| Volgin                                  | Kenji Utsumi     | Dave Fouquette       |
| iDroid                                  |                  | Donna Burke          |

## Utveckling

### SomThe Phantom Pain
The Phantom Pain avslöjades officiellt 7 december 2012 på Spike Video Game Awards. En trailer till spelet visades i början av showen, som utroparen sade var renderad helt i realtid. Det påstods vara utvecklat av den svenska datorspelsutvecklaren Moby Dick Studio till Playstation 3 och Xbox 360. Det handlade om en medelålders man som vaknar upp från koma på ett sjukhus med en amputerad arm. Han försöker sedan fly från övernaturliga krafter och en okänd grupp av soldater.

## Reaktioner
Även om trailern visade att utvecklaren bakom spelet var den nya studion Moby Dick Studio, började det kort efter premiären av trailern cirkulera rykten på Internet om att spelet skulle vara kopplat till Kojima Productions och Metal Gear-serien. Bland annat sades huvudpersonen likna Big Boss, en rollfigur från spelserien, samt att VD:n för Moby Dick Studio, Joakim Mogrens, förnamn är ett anagram av "Kojima". Dessutom uppdagades det att webbplatsen för Moby Dick Studio hade registrerats endast några veckor tidigare, och att logotypen till spelet hade linjer där orden "Metal Gear Solid V" passar in.